# Jorma Valtonen
Jorma Juhani Valtonen (* 22. Dezember 1946 in Turku) ist ein ehemaliger finnischer Eishockeytorwart, der in seiner aktiven Zeit von 1964 bis 1987 sowohl national als auch international zahlreiche individuelle Auszeichnungen erhielt.

## Karriere
Jorma Valtonen begann seine Karriere als Eishockeyspieler in seiner Heimatstadt bei TPS Turku, für dessen Profimannschaft er von 1964 bis 1966 in der SM-sarja aktiv war. Anschließend wechselte er innerhalb der Liga zu RU-38 Pori, mit dem er in der Saison 1966/67 auf Anhieb Finnischer Meister wurde. In den folgenden fünf Jahren lief der Torwart für Ässät Pori, den Nachfolgeverein von RU-38, auf. Mit dem Verein gewann er 1971 ebenfalls den finnischen Meistertitel. Vor allem in seinen letzten beiden Jahren bei Ässät konnte er auch persönlich überzeugen. 1971 und 1972 erhielt er jeweils den Lynces Academici Goalie Award der SM-sarja, in deren All-Star Team er in beiden Spielzeiten gewählt wurde. 1972 wurde er zudem zu Finnlands Spieler des Jahres ernannt. Zur Saison 1972/73 wechselte Valtonen innerhalb der SM-sarja zu Jokerit Helsinki. Mit dem Hauptstadtklub wurde er ebenfalls auf Anhieb Finnischer Meister. Nach insgesamt zwei Jahren verließ er den Verein wieder und schloss sich zur Saison 1974/75 FPS Forssa aus der zweiten finnischen Spielklasse, der I divisioona, an.
Von 1975 bis 1978 folgte ein dreijähriges Engagement in der italienischen Serie A1, in der er zunächst zwei Spielzeiten lang für den HC Gherdëina und anschließend in der Saison 1977/78 für den HC Alleghe zwischen den Pfosten stand. Mit dem HC Gherdëina wurde er 1976 Italienischer Meister. Von 1978 bis 1980 spielte der langjährige Nationalspieler für seinen Heimatverein TPS Turku in der 1975 neu gegründeten höchsten finnischen Spielklasse, der SM-liiga. Dabei konnte er an seine früheren Leistungen anknüpfen und wurde sowohl 1978/79, als auch 1979/80 mit der Urpo-Ylönen-Trophäe als bester Torwart der SM-liiga ausgezeichnet. 1980 erhielt er zudem den Lynces Academici Goalie Award der SM-liiga, in deren All-Star Team er zudem gewählt wurde. Die Saison 1980/81 verbrachte Valtonen beim EHC 70 München in der Eishockey-Bundesliga. Nach nur einem Jahr verließ er die Bayern bereits wieder und kehrte erneut zu TPS Turku zurück, für das er noch bis zum Ende der Saison 1986/87 in der SM-liiga auflief. In den Spielzeiten 1981/82 und 1984/85 wurde er jeweils noch einmal Vizemeister mit seiner Mannschaft.
Im Jahr 1989 wurde Valtonen als insgesamt 67. Spieler überhaupt in die Finnische Hockey Hall of Fame aufgenommen. Zehn Jahre später wurde er zudem mit der Aufnahme in die IIHF Hall of Fame ausgezeichnet.
Zwischen 1994 und 1996 betreute er die finnische Eishockeynationalmannschaft der Frauen als Cheftrainer und gewann mit dieser die Eishockey-Europameisterschaft der Frauen 1995 sowie je eine Bronzemedaille bei Welt- und Europameisterschaften.

### International
Für Finnland nahm Valtonen an den Weltmeisterschaften 1970, 1971, 1972, 1973, 1974, 1975, 1976, 1977 und 1979 teil. Dabei konnte er besonders bei der WM 1972 überzeugen, als er zum besten Torwart des Turniers gewählt wurde.
Des Weiteren stand er im Aufgebot seines Landes bei den Olympischen Winterspielen 1972 in Sapporo, 1980 in Lake Placid und 1984 in Sarajevo sowie 1976 beim Canada Cup.

## Erfolge und Auszeichnungen
| - 1967 Finnischer Meister mit RU-38 Pori - 1971 Finnischer Meister mit Ässät Pori - 1971 SM-sarja All-Star Team - 1971 SM-sarja Lynces Academici Goalie Award - 1972 Finnischer Spieler des Jahres - 1972 SM-sarja All-Star Team - 1972 SM-sarja Lynces Academici Goalie Award - 1973 Finnischer Meister mit Jokerit Helsinki | - 1976 Italienischer Meister mit dem HC Gherdëina - 1979 Urpo-Ylönen-Trophäe - 1980 Urpo-Ylönen-Trophäe - 1980 SM-liiga Lynces Academici Goalie Award - 1980 SM-liiga All-Star Team - 1982 Finnischer Vizemeister mit TPS Turku - 1985 Finnischer Vizemeister mit TPS Turku - 1989 Aufnahme in die Finnische Hockey Hall of Fame |

### International
- 1972 Bester Torwart der Weltmeisterschaft
- 1999 Aufnahme in die IIHF Hall of Fame